# ナーシー
ナーシー（נָשִׂיא nāśī’）とは、ヘブライ語の単語で、時代によって意味は変化したが、大まかに言えば英語の "Prince" に相当するとされる。
聖書時代のうち王国時代はイスラエルの12氏族のそれぞれの首長の称号、時に王を意味することもあった。
ミシュナー時代はサンヘドリン長を意味し、この意味が最もよく知られている。ギリシア語ではパトリアルク patriarch という。
例えば、ユダ・ハナシはサンヘドリン長であったが、自称として用いた。
バル・コクバによって発行された貨幣には、ナーシーと記載されており、政治的な意味を持たせたものといわれる。

## 現代ヘブライ語
現代ヘブライ語では「大統領」を意味する。